# Francis Carroll
Francis Carroll SMA (ur. 12 czerwca 1912 w Newry, zm. 10 października 1980) – irlandzki duchowny rzymskokatolicki, wikariusz apostolski Monrovii, arcybiskup tytularny, dyplomata papieski.

## Życiorys
Urodził się w Newry na terytorium współczesnej Irlandii Północnej. 16 czerwca 1946 otrzymał święcenia prezbiteriatu i został kapłanem Stowarzyszenia Misji Afrykańskich.
27 października 1950 papież Pius XII mianował go pierwszym w historii prefektem apostolskim Cape Palmas.
20 grudnia 1960 papież Jan XXIII mianował go wikariuszem apostolskim Monrovii oraz biskupem tytularnym sozopolitańskim. 21 maja 1961 przyjął sakrę biskupią z rąk Jana XXIII. Współkonsekratorami byli biskup pomocniczy nowojorski Fulton Sheen oraz wikariusz apostolski Al-Ubajjid Edoardo Mason FSCJ.
9 listopada 1961 ponadto objął urząd internuncjusza apostolskiego w Liberii. Jako ojciec soborowy wziął udział w soborze watykańskim II. 14 stycznia 1964 otrzymał arcybiskupstwo tytularne Gabula.
7 marca 1966 papież Paweł VI podniósł Internuncjaturę Apostolską w Liberii do rangi nuncjatury apostolskiej. Tym samym abp Carroll został pronuncjuszem apostolskim w Liberii.
28 października 1976 ustąpił z urzędu wikariusza apostolskiego Monrovii, aby jego miejsce mógł zająć Liberyjczyk. Na stanowisku pronuncjusza apostolskiego w Liberii pozostał do 25 sierpnia 1979, gdy przeszedł na emeryturę.